# Amán Rawson
Amán Rawson (Montague, Estados Unidos, 1792 - San Juan, Argentina, 11 de enero de 1847) fue un médico y comerciante estadounidense radicado en la ciudad de San Juan, Argentina, de notoria actuación durante la primera mitad del siglo XIX. Fue el padre del después ministro del interior argentino Guillermo Rawson.

## Biografía
Nació alrededor de 1792 en la ciudad de Montague, Massachusetts (Estados Unidos). Hijo de Edmund Rawson III y Sarah Hull, era descendiente de Edward Rawson, el primer secretario de la colonia de la bahía de Massachusetts, así como también de los primeros colonos ingleses que llegaron Massachusetts.
Se doctoró en medicina en 1814 y fue cirujano de la marina de guerra de los Estados Unidos.
Llegó a Buenos Aires en 1818 y – tras un corto paso por Mendoza – llegó a San Juan a principios del año siguiente. Allí se casó en 1819 con Justina Rojo, después de convertirse oficialmente al catolicismo, que nunca practicó.
Se dedicó a la medicina y abrió una botica o farmacia. Construyó una mansión imponente y fue el padre del pintor Benjamín y del médico y ministro Guillermo. Su esposa murió en 1822, y tuvo una hija natural con Carmen Castro Núñez que se llamó Rosa Rawson.
En 1822 intentó la fundación de una colonia agrícola de inmigrantes norteamericanos, pero terminó fundándola con argentinos; ese fue el origen de la actual ciudad de Caucete y de la extensión del riego en la margen izquierda del río San Juan. Ese mismo año fue elegido diputado provincial, pero renunció en diciembre del año siguiente. Se opuso a la revolución "de los clérigos", que rechazaban la libertad de cultos que preconizaba el gobernador Salvador María del Carril.
Fue protomédico de la provincia y tuvo que enfrentar una epidemia de viruela, que le permitió extender el uso de la vacuna contra esa enfermedad.
Volvió a ser diputado en 1830, durante el período en que la provincia fue gobernada por los unitarios. Fue el presidente de la junta de gobierno que ocupó el mando por cuatro días en abril de 1831 junto con el presbítero José de Oro y con Ignacio José Sánchez, tras la noticia de que se acercaban las fuerzas federales del general Facundo Quiroga. Hizo llamar a elecciones y triunfó un federal moderado, José Tomás Albarracín. Cuando, en abril del año siguiente, fue elegido gobernador un partidario de Quiroga, Valentín Ruiz, renunció a su cargo de legislador.
En 1834 volvió a ser diputado, y apoyó la política del gobernador Martín Yanzón, un federal con buenas relaciones con los unitarios. Fue su ministro por unos meses, hasta que fue reemplazado por Domingo de Oro, quien puso en aprietos al gobernador al organizar una revolución en la vecina provincia de Mendoza y enzarzarse en una guerra contra La Rioja, que determinaron su caída. Su reemplazante, Nazario Benavídez, nombró a Rawson su representante ante el gobierno riojano, para firmar tratados de paz.
Rawson era respetado por todos los partidos, pero claramente simpatizaba con los unitarios.
Volvió a ser diputado provincial en 1839, y fue presidente de la legislatura. Al año siguiente financió el soborno de los soldados que debían pasarse de bando y derrocar al caudillo Benavídez, pero éstos cobraron y siguieron a órdenes de su jefe. Apoyó las invasiones de los generales Acha y la de Lamadrid en 1841, pero al regreso de Benavídez siguió siendo diputado, más por indulgencia del caudillo sanjuanino que por ubicuidad.
En sus últimos días introdujo en territorio argentino copias del libro de Sarmiento titulado Facundo, que era considerado un eficaz panfleto contra el sistema político regido por Juan Manuel de Rosas. Para que no fueran descubiertas, las introdujo escondidas en cajones de productos químicos de fuerte hedor, con un gran cartel que advertía que eran remedios para enfermedades venéreas.
Falleció en San Juan el 12 de enero de 1847.